# Estação Kuntsevskaia (linha Filiovskaia)
Kuntsevskaia (em russo:  Кунцевская) é uma estação terminal da linha Filiovskaia (Linha 4) do Metro de Moscovo, na Rússia. A estação «Kuntsevskaia» está localizada após a estação «Pionerskaia».